# Friedrich August Harnisch
Friedrich August Harnisch (* 26. Dezember 1826 in Cröllwitz bei Merseburg; † 6. September 1903 in Charlottenburg) war ein deutscher Pädagoge.

## Biographie
Harnisch wurde am 26. Dezember 1826 als Sohn des Kaufmanns Johann Harnisch und seiner Ehefrau Beate geb. Nadlich in Cröllwitz, dem heutigen Leuna-Kröllwitz, geboren. Nach seiner Ausbildung am Lehrerseminar in Weißenfels von 1841 bis 1847 wurde er Hilfsseminarlehrer. Sein Berufsweg führte ihn über Reuden und erneut Weißenfels nach Teuchern. 
In Teuchern wurde er 1856 Organist und Erster Lehrer der Volksschule. Sein Anfangsjahresgehalt betrug 1650 Mark sowie eine Wohnunterkunft in der Schule, dazu erhielt er noch von der Kirche 480 Mark. Erst 1874 wurde in Preußen auch an der Volksschule die Amtsbezeichnung Rektor eingeführt, welche die des Ersten Lehrers ersetzte. Harnisch behielt seine Stellung über 41 Jahre bis zu seiner Pensionierung 1897. 
In Teuchern gründete Harnisch 1856 die „Privat-Lehrerbildungsanstalt“, welche er bis 1890 auch leitete. Dabei stellte er für die damalige Zeit bemerkenswerte pädagogische Fähigkeiten unter Beweis. Er engagierte sich „mit gutem Erfolge“ auch für den Organisten- und Kantorennachwuchs. Wegen des Lehrermangels wurde öffentlich zur Unterstützung der Anstalt in Teuchern aufgerufen. Insgesamt wurden dort etwa 300 Lehrer ausgebildet.
1860 wurde er als Mitglied in den Naturwissenschaftlichen Verein für die Provinz Sachsen und Thüringen aufgenommen. 
Harnisch wurde mit dem Adlerorden, dem Hausorden der Hohenzollern, ausgezeichnet. Nach seiner Pensionierung zog er zunächst nach Bernburg (Saale) und später nach Berlin-Charlottenburg, wo er 1903 als Witwer starb.